# Erechthias retorta
Erechthias retorta är en fjärilsart som beskrevs av Edward Meyrick 1927. Erechthias retorta ingår i släktet Erechthias och familjen äkta malar.
Artens utbredningsområde är Samoa. Inga underarter finns listade i Catalogue of Life.